# ناحية دار السلام
ناحية دار السلام أو ناحية 30 تموز هي ناحية عراقية في قضاء الخالص بمحافظة ديالى شرق العراق، استحدثت يوم 4 آذار سنة 1975، مساحتها 168 كيلومتراً مربعاً، فيها 14 مقاطعة فيهن 37 قرية بُدّلَ اسمها سنة 2003 إلى ناحية السلام ثم بُدّل اسمها إلى ناحية دار السلام لكيلا يشتبه مع ناحية السلام بمحافظة ميسان، البعد 30 كيلومتراً بينها وبين مركز قضاء بعقوبة و25 كيلومتراً بينها وبين مركز قضاء الخالص، سكانها 28508 نسمات في سنة 2020، وهم عشائر عربية كعشيرة العنبكية والعزة والربيعة والبيات والطائية والصريوات والمعامرة واللامية وعشائر عربية أخرى متعايشون سلمياً تحكمهم التقاليد والأعراف الاجتماعية تبَعاً للقانون والعشيرة.

## مقاطعاتها
استحدثت ناحية 30 تموز يوم 4 آذار سنة 1975، ثم أُلغيَت يوم 11 حزيران سنة 1987 ترشيقاً للوحدات الإدارية، ثم أُعيدت الناحية يوم 14 كانون الأول سنة 1999 وظل اسمها 30 تموز حتى سنة 2003 حين بُدل اسمها إلى ناحية السلام ثم في 29 أيلول سنة 2019 صار اسمها ناحية دار السلام، مركز ناحية دار السلام هو مقاطعة قليعة قصاب،
| المقاطعة ورقمها              | قراها                                                                                           | سكان المقاطعة سنة 2022 |
| 5 الويس والوشاع              | الويس والوشاع وقلعة المفتي والبوزوين                                                            | 2713                   |
| 7 أراضي العجيمي              | صريوات الكبيرة وصريوات الصغيرة والهويرة                                                         | 2115                   |
| 10 أراضي نهر الطابي والحميرة | الطابي والحميرة                                                                                 | 733                    |
| 36 النهروان                  | نهر البستان والبو طعمة والأحيمر                                                                 | 517                    |
| 37 الونديات                  | البو سعيد والوندية الكبيرة والوندية الصغيرة والبو حسين جاسم                                     | 2278                   |
| 9 الماجدية                   | الماجدية الكبيرة والماجدية الصغيرة وجويرات وحي المصطفى (مركز الناحية) وحي الجهاد (مركز الناحية) | 5711                   |
| 12 أراضي نهر حمادي الخلف     | الانتصار والبو صعب والبو عبد ال والبو علاوي والبو خليل                                          | 2919                   |
| 22 الكبية                    | الكبية                                                                                          | 390                    |
| 23 دور قرية سراجق            | سراجق                                                                                           | 3260                   |
| 8 قيلعة القصاب               | قلعة القصاب والبو شاهين وحي الشركة (مركز الناحية)                                               | 2600                   |
| 12 حمادي الخلف               | النقيب والبو عاصي والبو زيني والبو عزيز والبو حجي علي                                           | 2239                   |
| 20 بساتين قرية العجيمي       |                                                                                                 |                        |
| 21 دور قرية العجيمي          | دور العجيمي                                                                                     | 2165                   |
| 6 طقطاق والبردية             |                                                                                                 |                        |

### حدودها
حين استحدثت الناحية أول مرة سنة 1975 ذُكر أن حدودها الادارية من الجهات الثلاث الشمال والغرب والجنوب الحدود الخارجية للمقاطعات (5 و 6 و 11 و 23 و 10 و 22 و 12 و 36 و 37) ومن جهة الشرق نهر ديالى ابتداء من نقطة التقائه بحدود المقاطعة (5) في الشمال الى نقطة التقائه بالحدود الجنوبية للمقاطعة (37) في الجنوب.
وفي 1 كانون الثاني سنة 1978 أُسست بلدية لناحية 30 تموز من الصنف الرابع، وذُكر أن حدود البلدية حينئذٍ:
- شمالا – يبدأ من النقطة ب التي تقع شمال غرب القليعة وتتجه بمسافة إلى النقطة (ج) جنوب مرقد بنت الحسن والتي تبعد عن النقطة ب بمسافة 800م.

- غربا – من النقطة (ج) وتتجه جنوبا إلى الطريق العام المنصورية / الخالص ومنها بمحاذاة بمسافة 500م ثم تتجه جنوبا إلى النقطة (د) القريبة من نهر ديالى.

- جنوبا – من النقطة (د) وبمحاذاة نهر ديالى ضمن أراضي قلعة القصاب القطعة 1 مقاطعة 8 إلى النقطة (أ) التي تتقاطع مع حدود القطعة 49 وتبعد بمسافة 350م عن نهر ديالى.

- شرقا – ويبدأ من النقطة ا متجها شمالا بمحاذاة طريق عرب القليعة إلى نقطة الابتداء (ب).

| المدير                      | الفترة              |
| ساجد عبد الأمير صعب العنبكي | 6 تشرين الثاني 2024 |
| حامد هزبر العنبكي           | تموز 2022           |
| خزعل محمود عبد الله         | 1978                |